# پیکتون کسل (کشتی)
پیکتون کسل (کشتی) (به انگلیسی: Picton Castle (ship)) یک کشتی است که طول آن ۱۷۹ فوت (۵۵ متر) می‌باشد. این کشتی در سال ۱۹۲۸ ساخته شد.